# День национального возрождения
День национального возрождения (азерб. Milli dirçəliş günü) — государственный праздник, отмечаемый в Азербайджане каждый год 17 ноября. С 1992 года день 17 ноября отмечается как День национального возрождения.

## История
17 ноября 1988 года на площади Ленина (ныне — площадь Азадлыг) в Баку начались первые массовые митинги протеста против политики центральных властей Советского Союза. Демонстранты были обеспокоены начавшимся карабахским конфликтом и притоком беженцев, впервые прозвучали призывы к выходу Азербайджана из состава СССР. Акция продолжалась 17 дней, вовлекла миллионы людей и стала самой крупной акцией протеста на территории СССР. 
22 ноября в Баку был введён комендантский час, также были стянуты большие силы советских войск. В ночь с 3 на 4 декабря митингующие были разогнаны, многие из них (около 400 человек) были впоследствии арестованы. Для азербайджанцев День национального возрождения символизирует начало национально-освободительного движения, в результате которого Азербайджан стал независимым государством.
17 ноября 1990 года состоялась первая сессия Верховного Совета Нахчыванской Автономной Республики в новом составе. Из названия Автономной Республики были исключены слова «советская» и «социалистическая».
День национального возрождения символизирует начало национально-освободительного движения азербайджанского народа в целом, которое привело к образованию Народного фронта Азербайджана в конце 1988 года. В результате Азербайджан стал независимым государством в 1991 году, всего через 3 года после исторические демонстрации. 
С 1992 года 17 декабря отмечается как День национального возрождения. С 2006 года, если праздник попадает на выходной день, то следующий рабочий день считается нерабочим.

### Движение Мейдан
История этой даты связана с «Движением Мейдан», начавшимся 17 ноября 1988 года. В этот день на площади Азадлыг было положено начало национально-освободительному возрождению. Сотни тысяч людей собрались здесь в знак протеста против политики двойных стандартов, проводимой руководством СССР.